# Diocese de Varanasi
A Diocese de Varanasi (Latim:Dioecesis Varanasiensi) é uma diocese localizada no município de Varanasi, no estado de Uttar Pradesh, pertencente a Arquidiocese de Agra na Índia. Foi fundada em 11 de julho de 1946 pelo Papa Pio XII. Inicialmente foi fundada com o nome de Prefeitura Apostólica de Gorakhpur, sendo elevada a diocese em 1970. Com uma população católica de 21.607 habitantes, sendo 0,1% da população total, possui 44 paróquias com dados de 2018.

## História
Em 11 de julho de 1946 o Papa Pio XII cria a Prefeitura Apostólica de Gorakhpur a partir da Diocese de Allahabad. Em 1958 a Prefeitura Apostólica de Gorakhpur tem seu nome alterado para Prefeitura Apostólica de Benares-Gorakhpur. Em 1970 a prefeitura apostólica é elevada a diocese com o nome de Diocese de Banaras. Em 1971 a diocese tem seu nome alterado novamente, dessa vez para a atual Diocese de Varanasi. Em 1984 a Diocese de Varanasi perde território para a formação da Eparquia de Gorakhpur.

## Lista de bispos
A seguir uma lista de bispos desde a criação da prefeitura apostólica em 1946.
|                                          | Nome                           | Período      | Notas                                            |
| Bispos                                   | Bispos                         | Bispos       | Bispos                                           |
| ---------------------------------------- | ------------------------------ | ------------ | ------------------------------------------------ |
| 3º                                       | Eugene Joseph                  | 2015 - atual |                                                  |
| 2º                                       | Raphy Manjaly                  | 2007 - 2013  | Nomeado bispo de Allahabad                       |
| 1º                                       | Patrick Paul D'Souza           | 1971 - 2007  |                                                  |
| Bispo de Bananares                       |                                |              |                                                  |
| 1º                                       | Patrick Paul D'Souza           | 1970 - 1971  | Nomeado bispo dessa diocese                      |
| Prefeito apostólico de Benares-Gorakhpur |                                |              |                                                  |
| 1º                                       | Joseph Emil Malenfant, OFM Cap | 1958 - 1970  | Faleceu no cargo                                 |
| Prefeito apostólico de Gorakhpur         |                                |              |                                                  |
| 1º                                       | Joseph Emil Malenfant, OFM Cap | 1947 - 1958  | Nomeado prefeito apostólico de Benares-Gorakhpur |